# Amelie (banda)
Amelie fue un grupo de pop rock español, nacido en 2009 en Barcelona. Durante los primeros meses de vida del grupo, y de que su primer tema, Somiant Despert (Soñando Despierto), tuviera una buena acogida en las redes sociales, Amelie ganó el concurso que organizó la promotora Under Eighteen para actuar como teloneros en el primer concierto en Barcelona de los americanos All Time Low. Un año y medio después de empezar con el grupo, y haber firmado un contrato con la discográfica Música Global, Amelie saca al mercado en 2011 su primer álbum Somiant Desperts (Soñando Despiertos). Este disco les permitió ganar varios premios de música gracias a la votación popular, como los premios Enderrock al mejor grupo revelación y a la mejor web, y el Premio Disco Catalán del Año, de Ràdio 4.
En julio y agosto de 2012 volvieron a encerrarse en el estudio de grabación de la mano de los hermanos productores Xasqui y Toni Ten, dando paso el 23 de octubre a su nuevo disco titulado És el moment (Es el momento).
En febrero de 2014 viajaron a Los Ángeles, Las Vegas y San Diego para preparar su último trabajo que salió a la venta en toda España de la mano de Warner Music Spain con perspectivas internacionales. El primer sencillo, I don't wanna take it slow (No quiero tomármelo con calma), se posiciona en primera posición de los sencillos más vendidos de España.

## Discografía
- Somiant desperts (2011)
- És el moment (2012)
- Take the world (2015)
- Take the world (redicción) (2016)